# Gojra
Gojra est une ville située dans la province du Pendjab au Pakistan. Elle est située dans le district de Toba Tek Singh.
La population de la ville a été multipliée par près de quatre entre 1972 et 2017, passant de 41 975 habitants à 174 860. Entre 1998 et 2017, la croissance annuelle moyenne s'affiche à 2,1 %, inférieure à la moyenne nationale de 2,4 %. En 2023, la population de la ville monte à 214 349 habitants.
La ville est essentiellement pendjabie, puisque près de 94 % des habitants en parlent la langue, tandis qu'environ 5 % des habitants ont l'ourdou pour langue maternelle.
Essentiellement musulmane, la ville inclut une importante minorité chrétienne, comptant près de 11 000 fidèles, plus de 5 % des habitants de la ville.
Le taux d'alphabétisation de la ville s'élève à 83 % en 2023 (contre une moyenne nationale de 61 %), dont 85 % pour les hommes et 81 % pour les femmes.
|            | 1972 (rec.) | 1981 (rec.) | 1998 (rec.) | 2017 (rec.) | 2023 (rec.) |
| ---------- | ----------- | ----------- | ----------- | ----------- | ----------- |
| Population | 41 975      | 68 000      | 117 892     | 174 860     | 214 349     |